# Earls Court Exhibition Centre

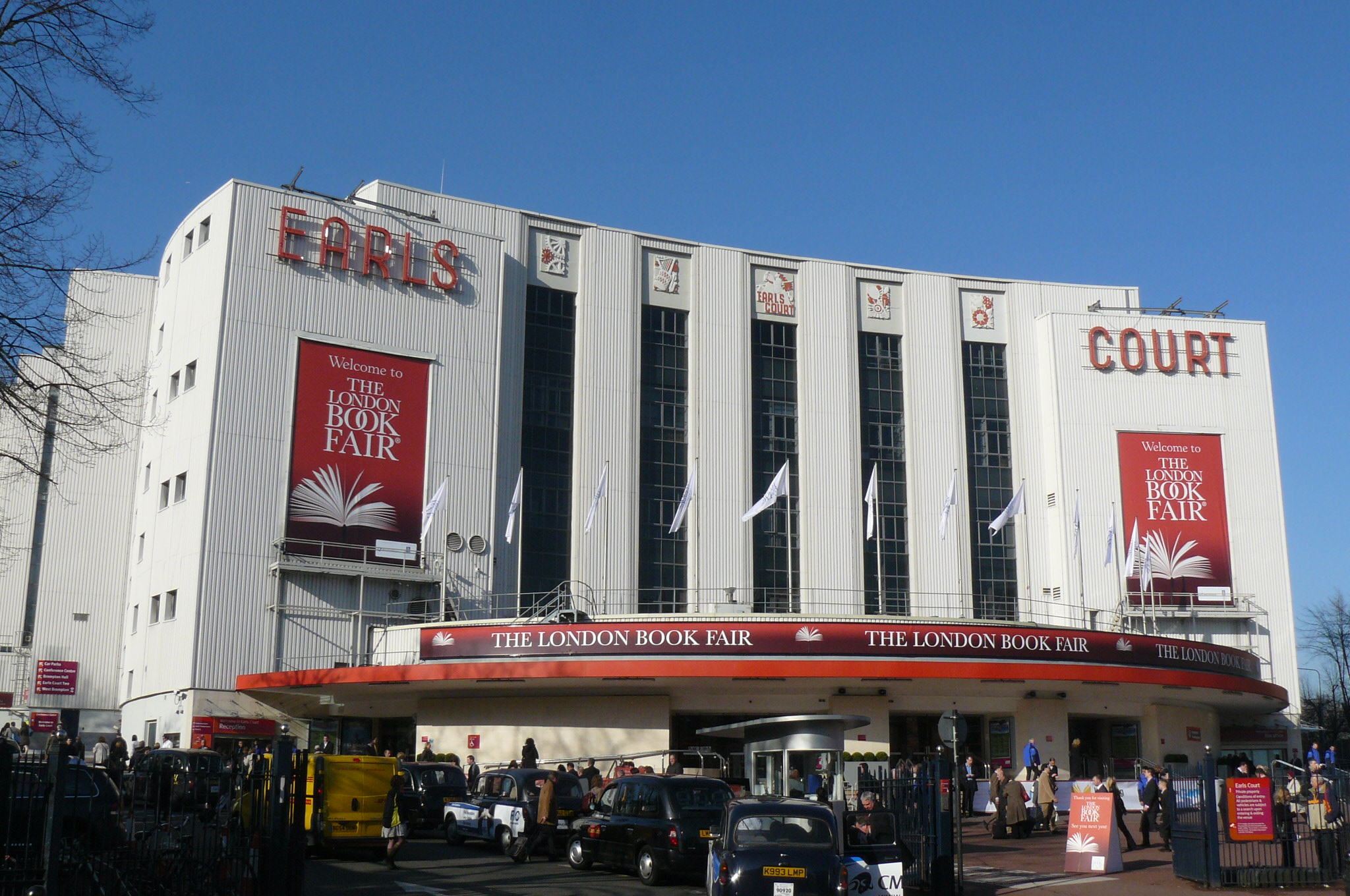
Earls Court Exhibition Centre

O Earls Court Exhibition Centre era um centro de artes em Londres, entre Hammersmith e Fulham e Kensington e Chelsea, e que integrava uma conhecida sala de espetáculos e eventos desportivos com 19 000 lugares.
Várias bandas mundiais passaram por lá, de Queen (banda), Led Zeppelin a Iron Maiden. Outra banda que se costumava apresentar no local era o grupo Oasis, que inclusive gravou no local parte do vídeo ao vivo ...There and Then no dia 4 de Novembro de 1995. Pink Floyd registraram a sua passagem por lá num um dos shows da Tour do The Wall, em 1980.
Recebeu todas as competições de Voleibol nos Jogos Olímpicos de Verão de 2012. No torneio masculino a Rússia foi campeã e no torneio feminino o Brazil foi campeão.